# 貝爾里弗鎮區 (明尼蘇達州道格拉斯縣)
貝爾里弗鎮區（英語：Belle River Township）是位於美國明尼蘇達州道格拉斯縣的一個行政鎮區。

## 地方資料
貝爾里弗鎮區的面積為93.26平方千米，當中陸地面積為92.73平方千米，而水域面積為0.53平方千米。根據2020年美國人口普查的數據，當地共有人口341人，而人口密度為每平方千米3.66人。